# Дитячий пісенний конкурс Євробачення 2013
Дитя́чий пісенний ко́нкурс Євроба́чення 2013 — 11-й дитячий пісенний конкурс Євробачення, що пройшов в Україні, у Національному палаці мистецтв «Україна», після того як Анастасія Петрик з піснею «Небо» здобула перемогу в столиці Нідерландів — Амстердам, набравши 138 балів. Переможцем цього конкурсу стала Гайя Каукі з Мальти, отримавши 130 балів.
Україна приймає цей конкурс вдруге після 2009 року.

Національний палац мистецтв «Україна» — місце проведення Дитячого пісенного конкурсу Євробачення 2013

## Вибір країни-організатора
26 січня 2013 а ЄВС оголосив, що Україна проведе конкурс дитячої пісні Євробачення 2013 в Києві , 30 листопада в Палаці Україна, але пізніше оголосило, що потенційно беруть участь країни самі виберуть дату проведення, але вона залишилася колишньою — 30 листопада.
ЄВС планував проінспектувати Палац «Україна» 11-12 березня, але результати інспекції поки невідомі.
17 квітня стало відомо, що Дитяче Євробачення відбудеться в Палаці «Україна». Офіційним готелем був призначений «Alfavito», він знаходиться в 5 хвилинах ходьби від арени .

## Ведучі конкурсу
Злата Огневич (справжнє ім'я: Інна Леонідівна Бордюг; 12 січня 1986, Мурманськ, РРФСР) — українська співачка. Виконує пісні українською, російською та англійською мовами. Представниця України на пісенному конкурсі Євробачення 2013.
Тімур Мірошниченко (9 березня 1986 року, Київ) — український коментатор, ведучий.

## Учасники
| №  | Країна      | Мова                        | Артист (гурт)    | Пісня                      | Переклад на українську         | Балли | Місце |
| -- | ----------- | --------------------------- | ---------------- | -------------------------- | ------------------------------ | ----- | ----- |
| 1  | Швеція      | Шведська                    | Еліас            | Det är dit vi ska          | Ось куди ми ідемо              | 46    | 9     |
| 2  | Азербайджан | Азербайджанська, Англійська | Рустам Карімов   | Me And My Guitar           | Я та моя гітара                | 66    | 7     |
| 3  | Вірменія    | Вірменська, англійська      | Моніка Аванесян  | Choco Factory              | Шоколадна фабрика              | 69    | 6     |
| 4  | Сан-Марино  | Італійська                  | Міке́ле Перніо́ла  | O-o-O Sole Intorno a Me    | О-о-О Сяйво сонця навколо мене | 42    | 10    |
| 5  | Македонія   | Македонська                 | Ба́рбара По́повік  | Ohrid I Muzika             | Охрид і музика                 | 19    | 12    |
| 6  | Україна     | Українська, англійська      | Софія Тарасова   | We Are One                 | Ми — єдині                     | 121   | 2     |
| 7  | Білорусь    | Російська                   | Ілля Волков      | Пой со мной (Sing With Me) | Співай зі мною                 | 108   | 3     |
| 8  | Молдова     | Румунська, англійська       | Рафаэл Бобейка   | Cum să fim                 | Як бути                        | 41    | 11    |
| 9  | Грузія      | Грузинська, англійська      | The Smile Shop   | Give Me Your Smile         | Дай мені свою посмішку         | 91    | 5     |
| 10 | Нідерланди  | Нідерландська, англійська   | Мілена і Розанна | Double Me                  | Ми удвох                       | 59    | 8     |
| 11 | Мальта      | Англійська                  | Га́йя Ка́укі       | The Start                  | Початок                        | 130   | 1     |
| 12 | Росія       | Російська                   | Даяна Кіріллова  | Мечтай                     | Мрій                           | 106   | 4     |

## Відмовилися від участі
Албанія — Фінансові труднощі. Хоча раніше за іншими джерелами заявлялося, що Албанія буде брати участь у дитячому конкурсі пісні Євробачення 2013 і навіть була обрана попередня дата фіналу національного відбору — 1 вересня.
 Бельгія — Відсутність інтересу у конкурсі.
 Ізраїль — Фінансові проблеми.

## Повернення
Мальта — після трирічної перерви, країна оголосила про своє повернення на конкурс.
 Македонія — після дворічної перерви, країна оголосила про своє повернення на конкурс.

## Дебют
Сан-Марино — ЕВС заявив, що Сан Марино стане дебютантом на конкурсі.